# Smittia magellanica
Smittia magellanica är en tvåvingeart som först beskrevs av Edwards 1931.  Smittia magellanica ingår i släktet Smittia och familjen fjädermyggor. Inga underarter finns listade i Catalogue of Life.